# Wereldkampioenschap hockey vrouwen 2014
Het dertiende wereldkampioenschap hockey voor vrouwen werd van 31 mei 2014 tot en met 14 juni 2014 in Den Haag (Nederland) gehouden. De wedstrijden werden gespeeld in het Kyocera Stadion en GreenFields Stadion. Tegelijkertijd werd op dezelfde locatie ook het wereldkampioenschap bij de mannen gehouden. 
Nederland won het toernooi door in de finale Australië met 2–0 te verslaan. Argentinië pakte het brons door te winnen van de Verenigde Staten.

## Toewijzing
De toewijzing werd bekendgemaakt op 11 november 2010 tijdens een FIH congres in het Zwitserse Montreux. Naast Den Haag was ook Londen in de race om het toernooi te organiseren.

## Kwalificatie
Voor het toernooi plaatsten zich het gastland, de vijf continentale kampioenen en de zes beste landen van de halve finales van de World League die zich nog niet als gastland of continentale kampioen hadden geplaatst.
| Data                         | Toernooi                           | Locatie                  | Quota | Gekwalificeerde teams           |
| ---------------------------- | ---------------------------------- | ------------------------ | ----- | ------------------------------- |
| 11 november 2010             | Gastland                           | Gastland                 | 1     | Nederland                       |
| 13-23 juni 2013              | Halve finales World League 2012/13 | Rotterdam, Nederland     | 6     | België Nieuw-Zeeland Zuid-Korea |
| 22-30 juni 2013              | Halve finales World League 2012/13 | Londen, Engeland         | 6     | China Engeland Verenigde Staten |
| 17-25 augustus 2013          | Europees kampioenschap 2013        | Antwerpen, België        | 1     | Duitsland                       |
| 21-27 september 2013         | Aziatisch kampioenschap 2013       | Kuala Lumpur, Maleisië   | 1     | Japan                           |
| 21-29 september 2013         | Pan-Amerikaans kampioenschap 2013  | Mendoza, Argentina       | 1     | Argentinië                      |
| 28 oktober - 3 november 2013 | Oceanisch kampioenschap 2013       | Stratford, Nieuw-Zeeland | 1     | Australië                       |
| 18-23 november 2013          | Afrikaans kampioenschap 2013       | Nairobi, Kenia           | 1     | Zuid-Afrika                     |
| Totaal                       | Totaal                             | Totaal                   | 12    |                                 |

## Scheidsrechters
Voor dit toernooi werden 17 scheidsrechters aangewezen door de FIH.
| - Claire Adenot - Karen Bennett - Frances Block - Caroline Brunekreef - Laurine Delforge - Elena Eskina - Amy Hassick - Soledad Iparraguirre - Michelle Joubert | - Kang Hyun-young - Michelle Meister - Miao Lin - Irene Presenqui - Lisa Roach - Chieko Soma - Wendy Stewart - Melissa Trivic |

## Groepsindeling
| Groep A                                                   | Groep B                                                          |
| --------------------------------------------------------- | ---------------------------------------------------------------- |
| Australië België Japan Nederland Nieuw-Zeeland Zuid-Korea | Argentinië China Duitsland Engeland Verenigde Staten Zuid-Afrika |

## Uitslagen
Alle tijden zijn in de lokale tijd UTC+2.

### Eerste ronde
De twaalf landen werden in twee groepen gedeeld. De nummers 1 en 2 speelden de halve finales. De nummers 3 speelden om de 5e plaats, de nummers 4 om de 7e plaats etc.
Groep A
| Team          | GS | W | G | V | DV | DT | +/− | Pnt |
| ------------- | -- | - | - | - | -- | -- | --- | --- |
| Nederland     | 5  | 5 | 0 | 0 | 17 | 1  | +16 | 15  |
| Australië     | 5  | 3 | 1 | 1 | 9  | 8  | +1  | 10  |
| Nieuw-Zeeland | 5  | 2 | 1 | 2 | 8  | 7  | +1  | 7   |
| Zuid-Korea    | 5  | 2 | 1 | 2 | 8  | 9  | −1  | 7   |
| Japan         | 5  | 0 | 2 | 3 | 7  | 16 | −9  | 2   |
| België        | 5  | 0 | 1 | 4 | 9  | 17 | −8  | 1   |

| 31 mei 2014 13:00                                                                        |           |                                                                |                                                        |
| Nieuw-Zeeland                                                                            | 4–3 (3–0) | België                                                         | Scheidsrechters: Michelle Joubert (ZAf) Lin Miao (Chi) |
| 20' Krystal Forgesson (sc) 26' Krystal Forgesson (sc) 35' Anita Punt 44' Kayla Whitelock |           | 46' Barbara Nelen 49' Emilie Sinia 20' Stephanie De Groof (sb) | Scheidsrechters: Michelle Joubert (ZAf) Lin Miao (Chi) |

| 31 mei 2014 14:30                                             |           |                                 |                                                                    |
| Australië                                                     | 3–2 (1–2) | Zuid-Korea                      | Scheidsrechters: Soledad Iparraguirre (Arg) Michelle Meister (Dui) |
| 12' Emily Hurtz 49' Anna Flanagan (sc) 57' Anna Flanagan (sb) |           | 7' Eunbi Cheon 7' Seul Ki Cheon | Scheidsrechters: Soledad Iparraguirre (Arg) Michelle Meister (Dui) |

| 31 mei 2014 19:45                                                                                                |           |                   |                                                     |
| Nederland | 6–1 (3–0) | Japan             | Scheidsrechters: Elena Eskina (Rus) Amy Baxter (VS) |
| 7' Kelly Jonker 21' Kelly Jonker 23' Maartje Paumen (sc) 39' Ellen Hoog 42' Kelly Jonker 59' Maartje Paumen (sb) |           | 65' Akane Shibata | Scheidsrechters: Elena Eskina (Rus) Amy Baxter (VS) |

| 2 juni 2014 10:30                                             |           |                                     |                                                                |
| Australië                                                     | 3–2 (1–1) | Japan                               | Scheidsrechters: Frances Block (Eng) Caroline Brunekreef (Ned) |
| 35' Anna Flanagan (sc) 41' Emily Smith 45' Anna Flanagan (sc) |           | 20' Yuri Nagal 58' Shiho Sakal (sb) | Scheidsrechters: Frances Block (Eng) Caroline Brunekreef (Ned) |

| 2 juni 2014 14:30 |           |               |                                                             |
| Zuid-Korea        | 1–0 (1–0) | Nieuw-Zeeland | Scheidsrechters: Irene Presenqui (Arg) Melissa Trivic (Aus) |
| 30' Darae Kim     |           |               | Scheidsrechters: Irene Presenqui (Arg) Melissa Trivic (Aus) |

| 2 juni 2014 19:45                                                             |           |        |                                                               |
| Nederland                                                                     | 4–0 (2–0) | België | Scheidsrechters: Huyn Young Kang (ZKo) Michelle Joubert (ZAf) |
| 5' Ellen Hoog 31' Marloes Keetels 44' Maartje Paumen (sb) 49' Roos Drost (sc) |           |        | Scheidsrechters: Huyn Young Kang (ZKo) Michelle Joubert (ZAf) |

| 5 juni 2014 10:30                         |           |                                                                  |                                                           |
| België                                    | 2–3 (1–1) | Australië                                                        | Scheidsrechters: Elena Eskina (Rus) Irene Presenqui (Arg) |
| 35' Stephanie De Groof (sc) 42' Jill Boon |           | 16' Anna Flanagan (sc) 38' Jodie Kenny (sc) 54' Jodie Kenny (sb) | Scheidsrechters: Elena Eskina (Rus) Irene Presenqui (Arg) |

| 5 juni 2014 14:30 |           |                         |                                                              |
| Zuid-Korea        | 1–1 (1–0) | Japan                   | Scheidsrechters: Melissa Trivic (Aus) Michelle Meister (Dui) |
| 32' Jongeun Kim   |           | 37' Shihori Oikawa (sc) | Scheidsrechters: Melissa Trivic (Aus) Michelle Meister (Dui) |

| 5 juni 2014 19:45 |           |                                                       |                                                    |
| Nieuw-Zeeland     | 0–2 (0–2) | Nederland                                             | Scheidsrechters: Amy Baxter (VS) Chieko Soma (Jap) |
|                   |           | 5' Carlien Dirkse van den Heuvel (sc) 30' Kim Lammers | Scheidsrechters: Amy Baxter (VS) Chieko Soma (Jap) |

| 7 juni 2014 10:30                                               |           |                                 |                                                       |
| Zuid-Korea                                                      | 4–2 (1–1) | België                          | Scheidsrechters: Amy Baxter (VS) Melissa Trivic (Aus) |
| 12' Eunbi Cheon 49' Mihyun Park 55' Mihyun Park 61' Eunbi Cheon |           | 15' Jill Boon 39' Alix Gerniers | Scheidsrechters: Amy Baxter (VS) Melissa Trivic (Aus) |

| 7 juni 2014 17:30 |           |                                                                         |                                                               |
| Japan             | 1–4 (0–1) | Nieuw-Zeeland                                                           | Scheidsrechters: Laurine Delforge (Bel) Hyun Young Kang (ZKo) |
| 51' Yuri Nagal    |           | 5' Sophie Cocks (sc) 38' Anita Punt (sc) 39' Katie Glynn 69' Anita Punt | Scheidsrechters: Laurine Delforge (Bel) Hyun Young Kang (ZKo) |

| 7 juni 2014 19:45 |           |                                  |                                                                    |
| Australië         | 0–2 (0–0) | Nederland                        | Scheidsrechters: Michelle Joubert (ZAf) Soledad Iparraguirre (Arg) |
|                   |           | 57' Kim Lammers 65' Naomi van As | Scheidsrechters: Michelle Joubert (ZAf) Soledad Iparraguirre (Arg) |

| 9 juni 2014 10:30 |           |           |                                                    |
| Nieuw-Zeeland     | 0–0 (0–0) | Australië | Scheidsrechters: Chieko Soma (Jap) Amy Baxter (VS) |
|                   |           |           | Scheidsrechters: Chieko Soma (Jap) Amy Baxter (VS) |

| 9 juni 2014 16:00                                                    |           |            |                                                     |
| Nederland                                                            | 3–0 (1–0) | Zuid-Korea | Scheidsrechters: Lin Miao (Chi) Wendy Stewart (Can) |
| 3' Naomi van As (sc) 48' Maartje Paumen (sb) 55' Maartje Paumen (sc) |           |            | Scheidsrechters: Lin Miao (Chi) Wendy Stewart (Can) |

| 9 juni 2014 17:30                     |           |                                   |                                                             |
| Japan                                 | 2–2 (0–0) | België                            | Scheidsrechters: Michelle Meister (Dui) Claire Adenot (Fra) |
| 44' Ayaka Nishimura 63' Akane Shibata |           | 37' Emilie Sinia 66' Manon Simons | Scheidsrechters: Michelle Meister (Dui) Claire Adenot (Fra) |

Groep B
| Team             | GS | W | G | V | DV | DT | +/− | Pnt |
| ---------------- | -- | - | - | - | -- | -- | --- | --- |
| Verenigde Staten | 5  | 4 | 1 | 0 | 17 | 6  | +11 | 13  |
| Argentinië       | 5  | 3 | 2 | 0 | 12 | 5  | +7  | 11  |
| China            | 5  | 2 | 2 | 1 | 9  | 10 | −1  | 8   |
| Duitsland        | 5  | 1 | 1 | 3 | 6  | 12 | −6  | 4   |
| Zuid-Afrika      | 5  | 1 | 0 | 4 | 11 | 16 | −5  | 3   |
| Engeland         | 5  | 1 | 0 | 4 | 6  | 12 | −6  | 3   |

| 1 juni 2014 13:00              |           |                                                     |                                                          |
| Engeland                       | 1–2 (0–2) | Verenigde Staten                                    | Scheidsrechters: Lisa Roach (Aus) Laurine Delforge (Bel) |
| 56' Kate Richardson-Walsh (sc) |           | 3' Paige Selenski (sc) 15' Kelsey Kolojejchick (sc) | Scheidsrechters: Lisa Roach (Aus) Laurine Delforge (Bel) |

| 1 juni 2014 14:30      |           |               |                                                        |
| Duitsland              | 1–1 (0–0) | China         | Scheidsrechters: Chieko Soma (Jap) Wendy Stewart (Can) |
| 60' Hannah Krüger (sc) |           | 61' Yang Peng | Scheidsrechters: Chieko Soma (Jap) Wendy Stewart (Can) |

| 1 juni 2014 19:45                                                                            |           |                   |                                                          |
| Argentinië                                                                                   | 4–1 (2–0) | Zuid-Afrika       | Scheidsrechters: Claire Adenot (Fra) Karen Bennett (NZe) |
| 26' Silvina D'Elia (sc) 28' Silvina D'Elia (sc) 40' Noel Barrionuevo (sc) 60' Delfina Merino |           | 60' Tarryn Bright | Scheidsrechters: Claire Adenot (Fra) Karen Bennett (NZe) |

| 3 juni 2014 10:30   |           |                                                              |                                                            |
| Zuid-Afrika         | 1–3 (0–1) | Duitsland                                                    | Scheidsrechters: Amy Baxter (VS) Caroline Brunekreef (Ned) |
| 64' Shelley Russell |           | 19' Marie Mävers 50' Kristina Hillmann (sc) 65' Marie Mävers | Scheidsrechters: Amy Baxter (VS) Caroline Brunekreef (Ned) |

| 3 juni 2014 13:00 |           |                                                  |                                                                    |
| Engeland          | 0–3 (0–0) | China                                            | Scheidsrechters: Soledad Iparraguirre (Arg) Laurine Delforge (Bel) |
|                   |           | 42' Yang Peng 55' Meiyu Liang (sc) 66' Yang Peng | Scheidsrechters: Soledad Iparraguirre (Arg) Laurine Delforge (Bel) |

| 3 juni 2014 17:30                         |           |                                              |                                                  |
| Argentinië                                | 2–2 (1–1) | Verenigde Staten                             | Scheidsrechters: Lisa Roach (Aus) Lin Miao (Chi) |
| 32' Silvina D'Elia (sc) 61' Luciana Aymar |           | 27' Katie Reinprecht 63' Kelsey Kolojejchick | Scheidsrechters: Lisa Roach (Aus) Lin Miao (Chi) |

| 6 juni 2014 10:30 |           | |                                                            |
| China             | 0–5 (0–3) | Verenigde Staten                                                                                             | Scheidsrechters: Claire Adenot (Fra) Kang Hyun-young (ZKo) |
|                   |           | 4' Katie O'Donnell 10' Michelle Vittese 30' Katie O'Donnell 63' Katie O'Donnell (sc) 67' Kelsey Kolojejchick | Scheidsrechters: Claire Adenot (Fra) Kang Hyun-young (ZKo) |

| 6 juni 2014 14:30                                                                 |           |                  |                                                             |
| Zuid-Afrika                                                                       | 4–1 (2–0) | Engeland         | Scheidsrechters: Wendy Stewart (Can) Michelle Meister (Dui) |
| 17' Kathleen Taylor 32' Sulette Damons 40' Shelley Russell 52' Dirkie Chamberlain |           | 55' Nicola White | Scheidsrechters: Wendy Stewart (Can) Michelle Meister (Dui) |

| 6 juni 2014 16:00 |           |                                                                     |                                                             |
| Duitsland         | 0–3 (0–2) | Argentinië                                                          | Scheidsrechters: Karen Bennett (NZe) Michelle Joubert (ZAf) |
|                   |           | 4' Silvina D'Elia (sc) 32' Noel Barrionuevo (sc) 45' Carla Rebecchi | Scheidsrechters: Karen Bennett (NZe) Michelle Joubert (ZAf) |

| 8 juni 2014 14:30                                                                        |           |                       |                                                      |
| Verenigde Staten                                                                         | 4–1 (1–0) | Duitsland             | Scheidsrechters: Elena Eskina (Rus) Lisa Roach (Aus) |
| 33' Kathleen Sharkey 39' Caroline Nichols (sc) 42' Katie Reinprecht 52' Kathleen Sharkey |           | 60' Kristina Hillmann | Scheidsrechters: Elena Eskina (Rus) Lisa Roach (Aus) |

| 8 juni 2014 16:00   |           |                                            |                                                           |
| Engeland            | 1–2 (1–1) | Argentinië                                 | Scheidsrechters: Lin Miao (Chi) Caroline Brunekreef (Ned) |
| 7' Alex Danson (sc) |           | 27' Delfina Merino 70' Carla Rebecchi (sc) | Scheidsrechters: Lin Miao (Chi) Caroline Brunekreef (Ned) |

| 8 juni 2014 17:30                                                    |           |                                                                |                                                            |
| China                                                                | 4–3 (2–0) | Zuid-Afrika                                                    | Scheidsrechters: Irene Presenqui (Arg) Karen Bennett (NZe) |
| 6' Meiyu Liang (sc) 15' Mengrong Wu 54' Na Wang 68' Mengrong Wu (sc) |           | 42' Kelly Madsen 62' Bernadette Coston 65' Pietie Coetzee (sc) | Scheidsrechters: Irene Presenqui (Arg) Karen Bennett (NZe) |

| 10 juni 2014 14:30                                                                                  |           |                                             |                                                               |
| Verenigde Staten                                                                                    | 4–2 (1–0) | Zuid-Afrika                                 | Scheidsrechters: Laurine Delforge (Bel) Irene Presenqui (Arg) |
| 35' Caroline Nichols (sb) 39' Katie Reinprecht (sc) 45' Lauren Crandall (sb) 56' Rachel Dawson (sc) |           | 36' Marsha Cox 47' Lisa-Marie Deetlefs (sc) | Scheidsrechters: Laurine Delforge (Bel) Irene Presenqui (Arg) |

| 10 juni 2014 16:00     |           |                                                           |                                                           |
| Duitsland              | 1–3 (0–0) | Engeland                                                  | Scheidsrechters: Claire Adenot (Fra) Melissa Trivic (Aus) |
| 56' Hannah Krüger (sc) |           | 44' Hannah Mcleod 49' Susie Gilbert 55' Susannah Townsend | Scheidsrechters: Claire Adenot (Fra) Melissa Trivic (Aus) |

| 10 juni 2014 17:30 |           |               |                                                         |
| Argentinië         | 1–1 (1–0) | China         | Scheidsrechters: Frances Block (Eng) Elena Eskina (Rus) |
| 24' Carla Rebecchi |           | 58' Yang Peng | Scheidsrechters: Frances Block (Eng) Elena Eskina (Rus) |

### Kruisingswedstrijden
Halve finales
| 12 juni 2014 16:00                              |           |                                         |                                                                               |
| Verenigde Staten                                | 2–2 (0–1) | Australië (wint shoot-out met 1-3)      | Kyocera Stadion Scheidsrechters: Soledad Iparraguirre (Arg) Chieko Soma (Jap) |
| 48' Kelsey Kolojejchick 68' Kelsey Kolojejchick |           | 33' Kellie White 52' Anna Flanagan (sb) | Kyocera Stadion Scheidsrechters: Soledad Iparraguirre (Arg) Chieko Soma (Jap) |

| 12 juni 2014 19:45                                                       |           |            |                                                                      |
| Nederland                                                                | 4–0 (3–0) | Argentinië | Kyocera Stadion Scheidsrechters: Elena Eskina (Rus) Lisa Roach (Aus) |
| 10' Xan de Waard 16' Maartje Paumen (sc) 22' Kim Lammers 70' Kim Lammers |           |            | Kyocera Stadion Scheidsrechters: Elena Eskina (Rus) Lisa Roach (Aus) |

### Plaatsingswedstrijden
Om de 11e/12e plaats
| 12 juni 2014 11:00          |           |                                   |                                                                            |
| België                      | 1–1 (0–1) | Engeland (wint shoot-out met 1-2) | Kyocera Stadion Scheidsrechters: Hyun Young Kang (ZKo) Wendy Stewart (Can) |
| 70' Stephanie de Groof (sc) |           | 16' Sophie Bray                   | Kyocera Stadion Scheidsrechters: Hyun Young Kang (ZKo) Wendy Stewart (Can) |

Om de 9e/10e plaats
| 13 juni 2014 10:00 |           |                                                      |                                                                                |
| Japan              | 0–2 (0–0) | Zuid-Afrika                                          | Kyocera Stadion Scheidsrechters: Karen Bennett (NZe) Caroline Brunekreef (Ned) |
|                    |           | 59' Pietie Coetzee (sc) 69' Dirkie Chaimberlain (sb) | Kyocera Stadion Scheidsrechters: Karen Bennett (NZe) Caroline Brunekreef (Ned) |

Om de 7e/8e plaats
| 13 juni 2014 12:30                                                     |           |                                              |                                                                     |
| Zuid-Korea                                                             | 4–2 (2–0) | Duitsland                                    | Kyocera Stadion Scheidsrechters: Frances Block (Eng) Lin Miao (Chi) |
| 13' Okju Kim 30' Hye Lyoung Han 48' Jongeun Kim 66' Seul Ki Cheon (sc) |           | 50' Tina Bachmann (sc) 53' Julia Müller (sc) | Kyocera Stadion Scheidsrechters: Frances Block (Eng) Lin Miao (Chi) |

Om de 5e/6e plaats
| 14 juni 2014 10:15                                                                    |           |       |                                                                               |
| Nieuw-Zeeland                                                                         | 4–0 (1–0) | China | Kyocera Stadion Scheidsrechters: Laurine Delforge (Bel) Irene Presenqui (Arg) |
| 6' Anita Punt (sc) 45' Kayla Whitelock (sb) 60' Anita Punt (sc) 63' Krystal Forgesson |           |       | Kyocera Stadion Scheidsrechters: Laurine Delforge (Bel) Irene Presenqui (Arg) |

Om de 3e/4e plaats
| 14 juni 2014 12:30                 |           |                          |                                                                     |
| Argentinië                         | 2–1 (2–1) | Verenigde Staten         | Kyocera Stadion Scheidsrechters: Lisa Roach (Chn) Chieko Soma (Jpn) |
| 8' Luciana Aymar 21' Luciana Aymar |           | 11' Lauren Crandall (sc) | Kyocera Stadion Scheidsrechters: Lisa Roach (Chn) Chieko Soma (Jpn) |

Finale
| 14 juni 2014 15:15                      |           |           |                                                                                    |
| Nederland                               | 2–0 (2–0) | Australië | Kyocera Stadion Scheidsrechters: Michelle Joubert (ZAf) Soledad Iparraguirre (Arg) |
| 12' Maartje Paumen (sb) 29' Kim Lammers |           |           | Kyocera Stadion Scheidsrechters: Michelle Joubert (ZAf) Soledad Iparraguirre (Arg) |

## Eindrangschikking
| rang   | land             |
| ------ | ---------------- |
| Goud   | Nederland        |
| Zilver | Australië        |
| Brons  | Argentinië       |
| 4      | Verenigde Staten |
| 5      | Nieuw-Zeeland    |
| 6      | China            |
| 7      | Zuid-Korea       |
| 8      | Duitsland        |
| 9      | Zuid-Afrika      |
| 10     | Japan            |
| 11     | Engeland         |
| 12     | België           |

## Individuele titels
Tijdens het toernooi werden de volgende individuele titels uitgereikt aan speelsters:
- Beste speelster van het toernooi: Ellen Hoog (Ned).
- Topscoorster van het toernooi: Maartje Paumen (Ned). Zij maakte zeven doelpunten, waarvan vier uit een strafbal en drie uit een strafcorner.
- Mooiste doelpunt: Kim Lammers (Ned), de 0-2 in de poulewedstrijd tegen Nieuw-Zeeland.
- Beste keepster van het toernooi: Rachael Lynch (Aus).
- Beste jonge speelster van het toernooi: Florencia Habif (Arg).

WK mannen:
1971 ·
1973 ·
1975 ·
1978 ·
1982 ·
1986 ·
1990 ·
1994 ·
1998 ·
2002 ·
2006 ·
2010 ·
2014 ·
2018 ·
2023 ·
2026
WK vrouwen:
1971 ·
1972 ·
1974 ·
1975 ·
1976 ·
1978 ·
1979 ·
1981 ·
1983 ·
1986 ·
1990 ·
1994 ·
1998 ·
2002 ·
2006 ·
2010 ·
2014 ·
2018 ·
2022 ·
2026